# Scandale d'espionnage à Hewlett-Packard

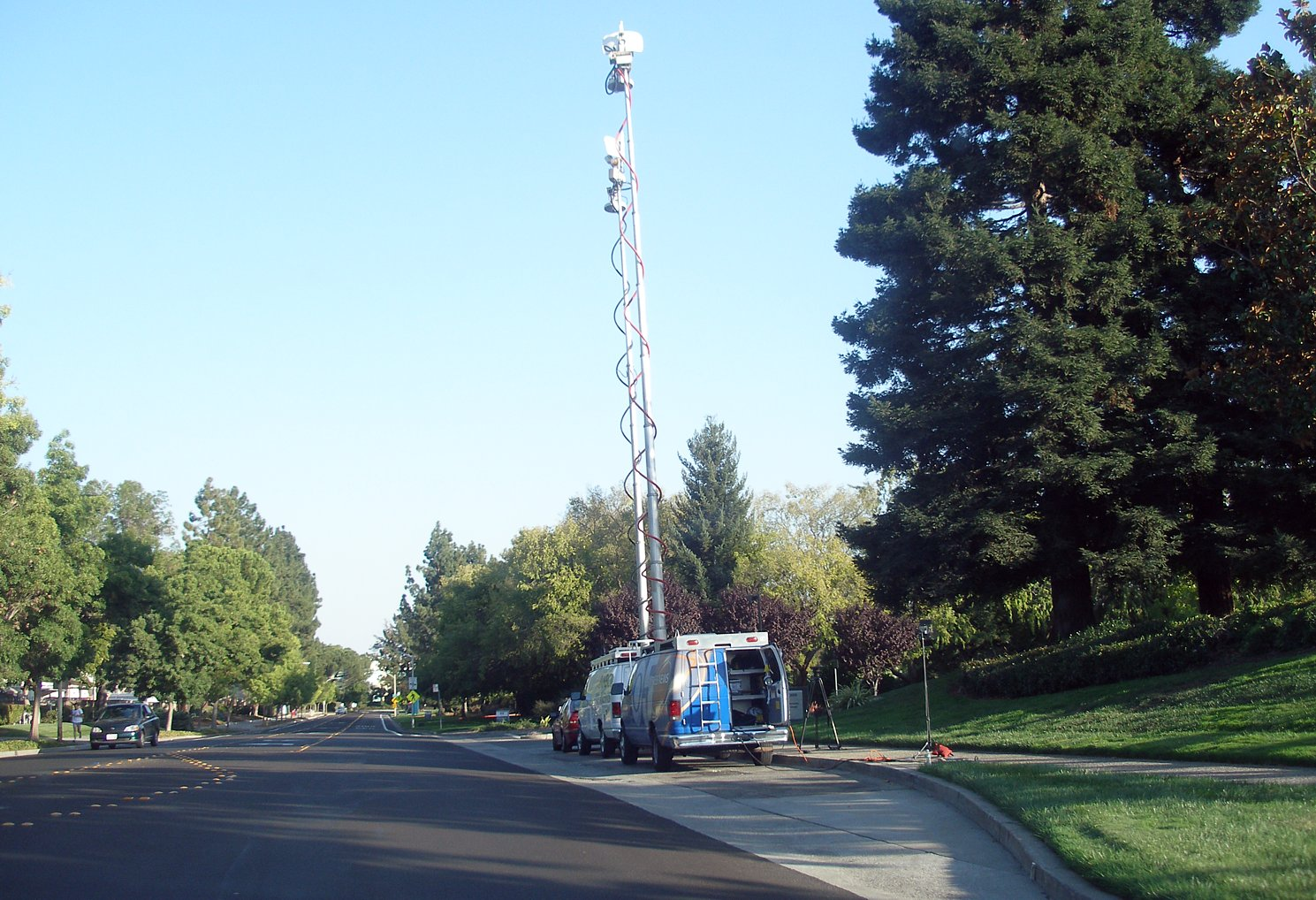
Presse couvrant le scandale

Le scancale d'espionnage à Hewlett-Packard est une affaire révélée le 5 septembre 2006 par Newsweek mettant en cause Patricia Dunn, à l'époque présidente du Conseil d’administration de la firme.
Patricia Dunn a missionné une agence de détectives privés afin de trouver la source de fuites d'informations à la presse de délibération du Conseil. Ces détectives ont utilisé, avec l'autorisation de madame Dunn, une technique illégale (le pretexting) pour obtenir des informations sur les membres du Conseil d'administration et des journalistes.